# 이부스키마쿠라자키선
이부스키마쿠라자키선(指宿枕崎線、いぶすきまくらざきせん 이부스키마쿠라자키센[*])은 일본 가고시마현 가고시마시 가고시마 중앙역으로부터 가고시마현 마쿠라자키시 마쿠라자키역에 이르는 총 연장 87.8 km의 규슈 여객철도 관할 철도 노선이다. JR 그룹 중에는 최남단에 이르는 철도 노선이다.
사쓰마반도의 동쪽 해안과 남단을 돌아서, 가고시마 시와 이부스키시 및 마쿠라자키 시를 연결하는 역할을 해 주고 있으며, 가고시마 시내에서는 통근 및 통학 열차로도의 역할을 하고 있다.

## 운행 차량

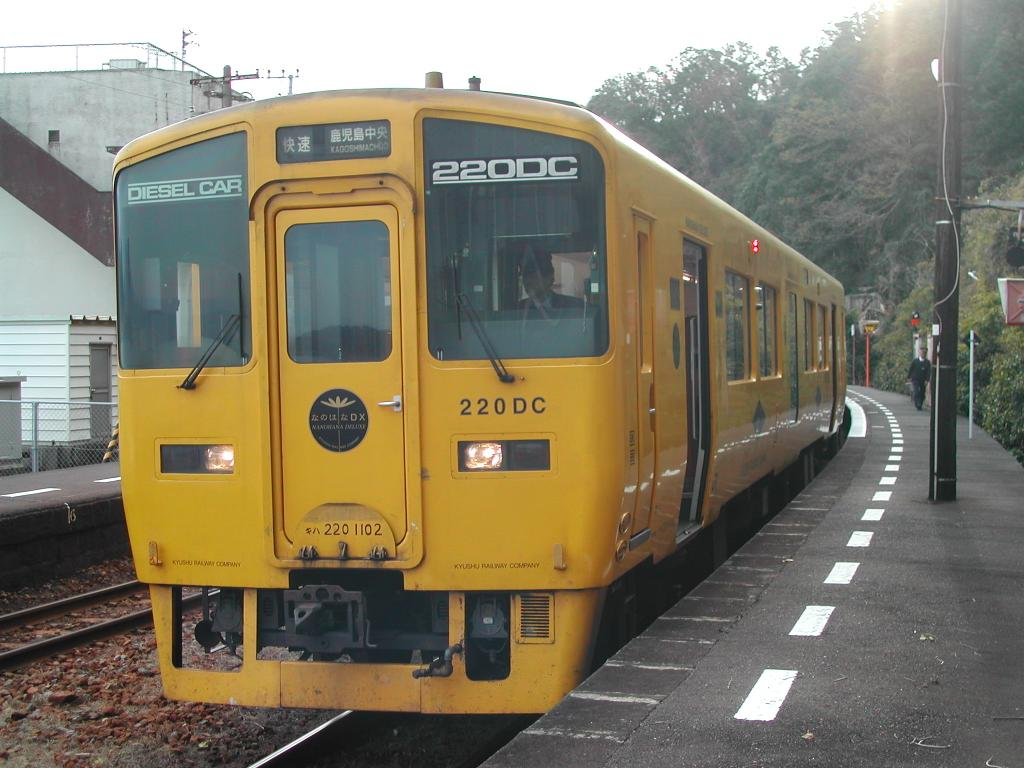
쾌속 열차에 사용되는 키하 200계.

- 키하 40계・키하 47계
- 키하 200계

## 역 목록
- 정차역
  - 보통 - 모든 역에 정차
  - 쾌속 "나노하나" - ● 모든 열차가 정차, ▲ 일부 열차가 정차, ｜ 모든 열차가 통과
- 선로 ｜ : 단선 구간, ◇, ∨ : 교행 가능
- 모든 역 가고시마현에 소재

| 역명             | 일어 역명  | 로마자 역명       | 역간 거리 | 영업 거리 | 쾌 속 | 접속 노선                                                                                                | 선로           | 소재지         |
| ---------------- | ---------- | ----------------- | --------- | --------- | ----- | --- | -------------- | -------------- |
| 가고시마 중앙    | 鹿児島中央 | Kagoshima-Chūō    |           | 0.0       | ●     | 규슈 여객철도 규슈 신칸센, 가고시마 본선, 닛포 본선 가고시마 시 교통국 가고시마 노면 전철 2기선, 도소 선 | ∨              | 가 고 시 마 시 |
| 고리모토         | 郡元       | Kōrimoto          | 2.2       | 2.2       | ●     | | ｜             | 가 고 시 마 시 |
| 미나미가고시마   | 南鹿児島   | Minami-kagoshima  | 1.3       | 3.5       | ●     | 가고시마 시 교통국 다니야마 선                                                                           | ◇              | 가 고 시 마 시 |
| 우스키           | 宇宿       | Usuki             | 1.4       | 4.9       | ●     | 가고시마 시 교통국 다니야마 선                                                                           | ｜             | 가 고 시 마 시 |
| 다니야마         | 谷山       | Taniyama          | 2.5       | 7.4       | ●     | | ◇              | 가 고 시 마 시 |
| 지겐지           | 慈眼寺     | Jigenji           | 1.8       | 9.2       | ●     | | ◇              | 가 고 시 마 시 |
| 사카노우에       | 坂之上     | Sakanoue          | 2.1       | 11.3      | ●     | ｜ |                | 가 고 시 마 시 |
| 고이노           | 五位野     | Goino             | 2.8       | 14.1      | ▲     | ◇ |                | 가 고 시 마 시 |
| 히라카와         | 平川       | Hirakawa          | 3.1       | 17.2      | ▲     | ｜ |                | 가 고 시 마 시 |
| 세세쿠시         | 瀬々串     | Sesekushi         | 3.4       | 20.6      | ▲     | ◇ |                | 가 고 시 마 시 |
| 나카묘           | 中名       | Nakamyō           | 3.4       | 24.0      | ｜    | ◇ |                | 가 고 시 마 시 |
| 기이레           | 喜入       | Kiire             | 2.6       | 26.6      | ●     | ◇ |                | 가 고 시 마 시 |
| 마에노하마       | 前之浜     | Maenohama         | 3.8       | 30.4      | ｜    | ◇ |                | 가 고 시 마 시 |
| 누쿠미           | 生見       | Nukumi            | 4.6       | 35.0      | ｜    | ◇ |                | 가 고 시 마 시 |
| 사쓰마이마이즈미 | 薩摩今和泉 | Satsuma-Imaizumi  | 2.9       | 37.9      | ▲     | ◇ | 이 부 스 키 시 |                |
| 미야가하마       | 宮ヶ浜     | Miyagahama        | 2.8       | 40.7      | ▲     | ｜ | 이 부 스 키 시 |                |
| 니가쓰덴         | 二月田     | Nigatsuden        | 2.7       | 43.4      | ▲     | ｜ | 이 부 스 키 시 |                |
| 이부스키         | 指宿       | Ibusuki           | 2.3       | 45.7      | ●     | ◇ | 이 부 스 키 시 |                |
| 야마카와         | 山川       | Yamakawa          | 4.3       | 50.0      | ●     | ◇ | 이 부 스 키 시 |                |
| 오야마           | 大山       | Ōyama             | 4.2       | 54.2      |       | ｜ | 이 부 스 키 시 |                |
| 니시오야마       | 西大山     | Nishi-Ōyama       | 2.5       | 56.7      | ｜    | | 이 부 스 키 시 |                |
| 사쓰마카와시리   | 薩摩川尻   | Satsuma-kawashiri | 1.1       | 57.8      | ｜    | | 이 부 스 키 시 |                |
| 히가시카이몬     | 東開門     | Higashi-kaimon    | 1.8       | 59.6      | ｜    | | 이 부 스 키 시 |                |
| 가이몬           | 開門       | kaimon            | 1.4       | 61.0      | ｜    | | 이 부 스 키 시 |                |
| 이리노           | 入野       | Irino             | 1.8       | 62.8      | ｜    | | 이 부 스 키 시 |                |
| 에이             | 頴娃       | Ei                | 3.3       | 66.1      | ｜    | 미 나 미 큐 슈 시                                                                                        |                |                |
| 니시에이         | 西頴娃     | Nishi-Ei          | 1.6       | 67.7      | ◇     | 미 나 미 큐 슈 시                                                                                        |                |                |
| 고료             | 御領       | Goryō             | 2.7       | 70.4      | ｜    | 미 나 미 큐 슈 시                                                                                        |                |                |
| 이시카키         | 石垣       | Ishikaki          | 2.4       | 72.8      | ｜    | 미 나 미 큐 슈 시                                                                                        |                |                |
| 미즈나리카와     | 水成川     | Mizunarikawa      | 1.4       | 74.2      | ｜    | 미 나 미 큐 슈 시                                                                                        |                |                |
| 에이오카와       | 頴娃大川   | Eiōkawa           | 1.8       | 76.0      | ｜    | 미 나 미 큐 슈 시                                                                                        |                |                |
| 마쓰가우라       | 松ヶ浦     | Matsugaura        | 2.1       | 78.1      | ｜    | 미 나 미 큐 슈 시                                                                                        |                |                |
| 사쓰마시오야     | 薩摩塩屋   | Satsuma-shioya    | 1.8       | 79.9      | ｜    | 미 나 미 큐 슈 시                                                                                        |                |                |
| 시라사와         | 白沢       | Shirasawa         | 2.0       | 81.9      | ｜    | 마 쿠 라 자 키 시                                                                                        |                |                |
| 사쓰마이타시키   | 薩摩板敷   | Satsuma-Itashiki  | 2.5       | 84.4      | ｜    | 마 쿠 라 자 키 시                                                                                        |                |                |
| 마쿠라자키       | 枕崎       | Makurazaki        | 3.4       | 87.8      | ｜    | 마 쿠 라 자 키 시                                                                                        |                |                |

### 관련 노선
- 가고시마 교통 : 가고시마 교통 마쿠라자키 선 ; 1984년 3월 18일 이쥬인 역 - 마쿠라자키역 구간 폐선.